# Victor Ștefănescu
Victor Ștefănescu, cunoscut și ca Victor G. Stephănescu (n. 14 martie 1877 – d. 1950), a fost un arhitect român, adept al stilului neoromânesc, care a proiectat o serie numeroasă de edificii în diferite orașe din România în prima jumătate a secolului al XX-lea.

## Biografie
A fost fiul compozitorului George Stephănescu, figură marcantă a muzicii românești și întemeietorul Operei Române. A urmat studiile de arhitectură la Paris, de unde s-a întors la București în 1901.
A fost arhitect șef al expoziției jubiliare din 1906, participând la amenajarea Parcului Carol I din București. Arhitectul Victor G. Ștefănescu a fost însărcinat cu controlul tehnic și administrativ al lucrărilor la Arcul de Triumf din București, care au început în aprilie 1935 și au durat un an și jumătate.

## Clădiri proiectate
- Palatul Artelor din București / 1905
- Muzeul Național de Geologie din București / 1906
- Cuibul Reginei / 1909-1910, o mică vilă în portul Constanța
- Biserica Anglicană din București / 1912
- Primăria din Constanța / 1912-1921, în prezent Muzeul de Istorie și Arheologie din Constanța
- Palatul Cercului Militar Național din București împreună cu Dimitrie Maimarolu / 1911 - 1923
- Marea Moschee din Constanța / 1910 - 1912
- Casa Pariano din Constanța / 1913-1920, actualul Muzeu de Sculptură "Ion Jalea"
- Catedrala Reîntregirii Neamului din Alba Iulia / 1921 - 1922
- Uzina Electrică de pe cascada Grădinii Botanice din Balcic aparținând castelului Reginei Maria / 1925
- Clădire Gării de Nord din București / 1930, aripa nouă cu coloane
- Cazinoul din Mamaia și clădirea băilor inaugurate la 15 august 1935.
- Casa Cănănău din Constanța
- Casa Ecsarhu din Constanța, ulterior Muzeul de Artă Plastică, în prezent demolată
- Casa Damadian din Constanța
- Sediul Pompierilor Port din Constanța
- Bursa Nouă Port din Constanța
- Vila Luceafărul din Mamaia
- Vila Pretorian din Mamaia
- Conacul Rădulescu din Moșneni, jud. Constanța

## Galerie

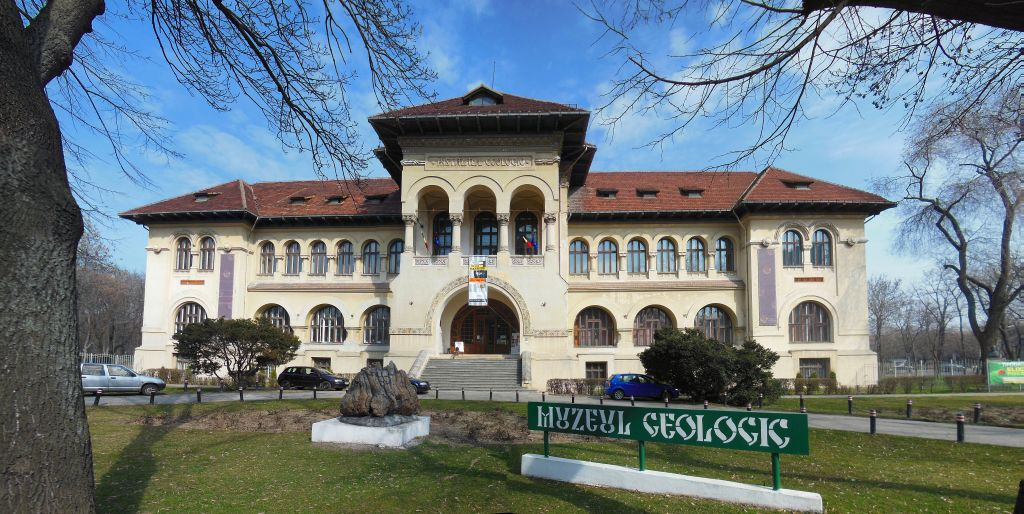
Muzeul Național de Geologie
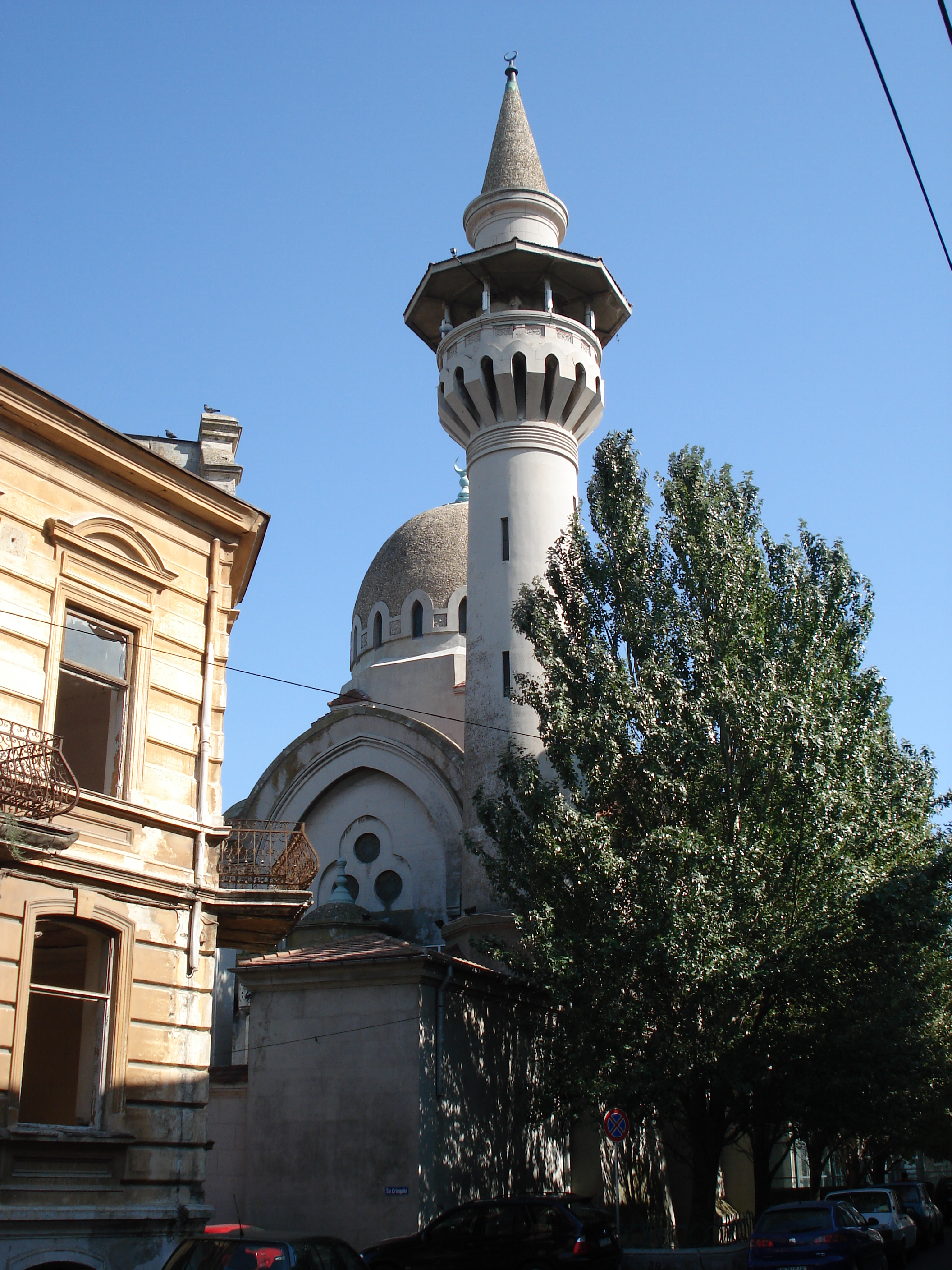
Marea Moschee din Constanța
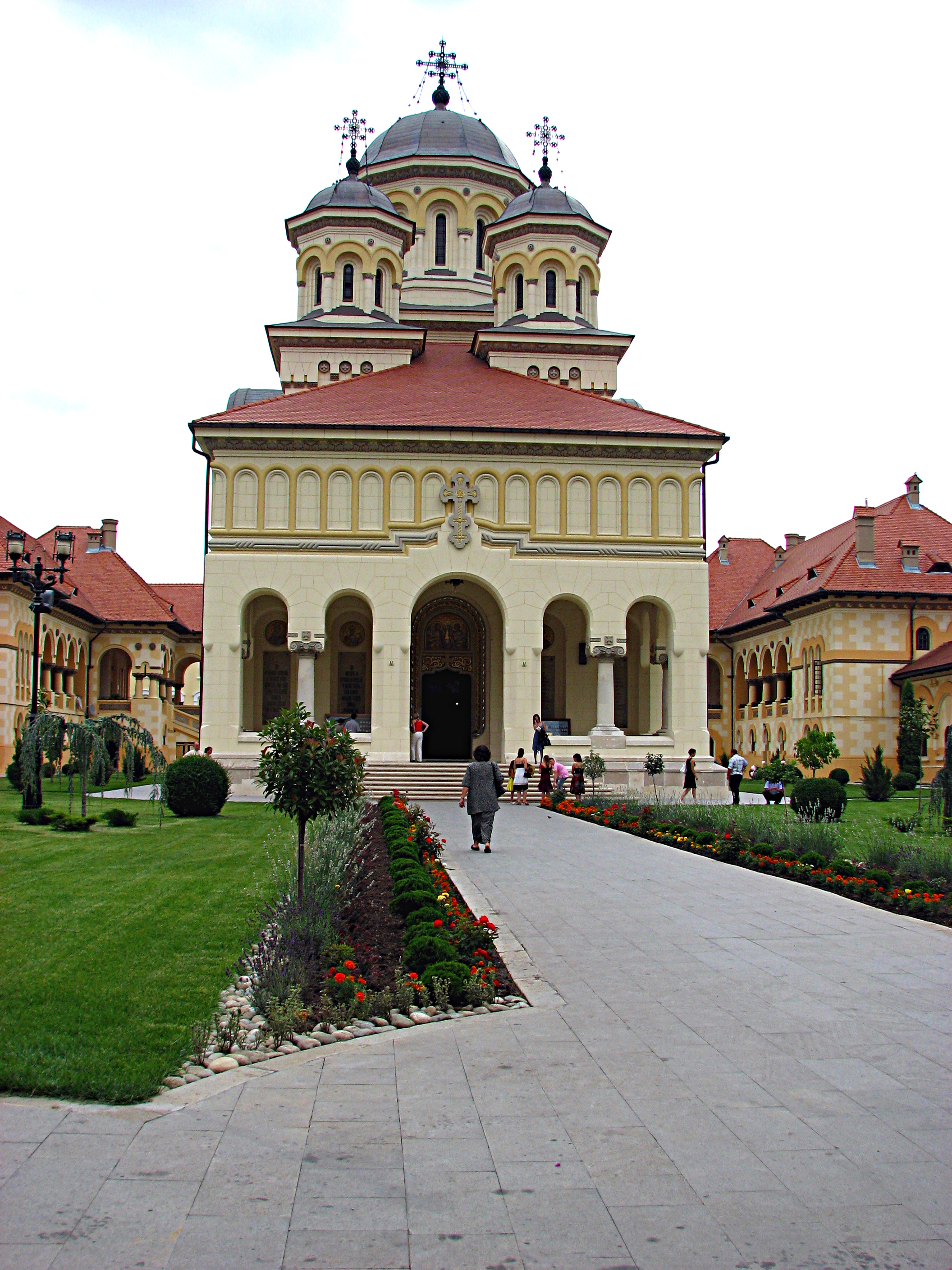
Catedrala Ortodoxa din Alba Iulia